# Ivan Pedersen
Ivan Pedersen (født 22. april 1950 i Jebjerg, Salling) er en dansk komponist, sanger, trommeslager og producer, der i løbet af sin hidtil over 50 år lange karriere har udgivet over 20 albums.
Pedersens musikalske karriere begyndte i 1966, da han sammen med nogle venner dannede bandet McKinleys. Bandet nåede at udgive fem albums, inden det blev opløst i 1979/1980. Han begyndte at komponere sange til andre kunstnere, men dannede sammen med Peter Grønbæk bandet Taxie, der stillede op til Dansk Melodi Grand Prix i 1982 med "Drømmene er forbi". Sangen fik en sidsteplads.
Samme år dannede han med hjælp fra pladeselskabet EMI den succesfulde gruppe Laban sammen med sangerinden Lecia Jønsson. Bandet ramte hitlisterne i både Skandinavien, USA, Østasien og Latinamerika. LP'en Caught by surprise blev udsendt i hele 36 lande. Efter en turné i Sverige i 1988 stoppede Laban.
Inden da havde Pedersen indledt et samarbejde med Poul Krebs i hvis band han sammen med Henning Stærk udgjorde Danmarks Højeste Mandskor, været sanger sammen med Morten Kærså og skrevet til og medvirket på Moonjams albums. Sammen med guitaristen Søren Jacobsen, pianisten Ole Boskov, guitaristen Lars Krarup, bassisten Thomas Fog samt trommeslageren Kristian Lassen dannede Ivan Pedersen i 1989 bandet Ivan & The Smallwonders, som udgav et enkelt album. Ivan Pedersen og Søren Jacobsen etablerede eget pladestudie i 1990.
I 1990 var Ivan Pedersen under overvejelse som forsanger i det engelske rockband Deep Purple. Ivan Pedersen havde sunget kor på Pretty Maids-albummet Jump the Gun (1990), som Deep Purple-bassist Roger Glover havde produceret. Da bandets forsanger Ian Gillan var blevet fyret, foreslog Glover Ivan Pedersen som erstatning. Valget faldt dog i stedet på amerikanske Joe Lynn Turner (Rainbow).
Frem til 1992 optrådte han stadig med Moonjam. I den forbindelse fik han kontakt med en gammel kammerat, Helge Solberg, og senere med Svenne Wahlin. Sammen med Søren Jacobsen dannede de tre gruppen Backseat (som i begyndelsen hedder Backseat Boys) og udsendte deres debutalbum senere samme år. Allerede i 1993 blev bandet Grammy-momineret. I 1994 fulgte opfølgeren Long Distance, og i 1995 og 1996 fulgte endnu to albums. Pedersen modtog en Grammy i kategorien Årets bedste sanger i 1996 – samme år som Backseat udgav den officielle danske OL-sang, "No. 1 in your heart" (også kendt som "Atlanta").
Backseat blev sat i bero, da Pedersen i 2000 gik i studiet for at indspille sit første soloalbum, der udkom året efter. Efter en Danmarksturné fulgte endnu et soloalbum, og i 2005 deltog Ivan Pedersen i Tivoli Varieté med Søren Østergaard og Sidse Babett Knudsen. Showet blev både opført i Cirkusbygningen og Musikhuset Aarhus med stor succes. Backseat spillede enkelte koncerter i efteråret 2005, ligesom Ivan Pedersen også var på turné med sit solorepertoire. Backseat udgav endnu et album i vinteren 2007.
I 2010 tog han initiativ til at danne en ny musikgruppe kaldet Sing Sing Sing. Selv om der er tale om et sideprojekt for medlemmerne, er den ofte på turné. 
Sideløbende med sine egne projekter har Ivan Pedersen gennem hele sin karriere skrevet og produceret musik for en række danske kunstnere, og han har i mange år været en eftertragtet kor- og backingsanger, og har således indsunget kor for artister som tv·2, Sanne Salomonsen, Henning Stærk, Elisabeth, Allan Olsen, Lene Siel, Poul Krebs, Anne Linnet, Big Fat Snake, Pretty Maids, Moonjam, Dr. Hook, og La Toya Jackson.
Ivan Pedersen er ofte blevet fremhævet som én af Danmarks bedste sangere.

## Administrative hverv
Ivan Pedersen har siden 1995 været engangeret i bestyrelsen af KODA, som han siden 1. maj 2008 har været formand for. Han er desuden formand for sangskriverforeningen Danske Populær Autorer (DPA).
Som formand for DPA har han forsvaret ACTA og ophavsretten. Han har anset modstanden mod ACTA som et korstog imod ophavsretten og i et debatindlæg skrevet:
| „ | Min rettighed er – uden aktiv opretholdelse – ingen ret, og politikeres legitimering af gratis brug af mine produktioner ser jeg som en de facto-ekspropriation og konventionsomgåelse. | “ |

Ivan Pedersen måtte senere undsige sin artikel til forsvar for ACTA i DR-programmet Detektor da han havde brugt forældede og upræcise tal, som han havde fået af RettighedsAlliancen:
| „ | Det er sidste gang, at jeg i bar arrigskab og passionsdrevet argumentation anvender det sidste tal jeg har fået, fordi det passer i mit kram. | “ |

## Diskografi
Med McKinleys:
- 1973: Pick Up Passion
- 1977: McKinleys
- 1978: Ballroom Heroes
- 1979: New Shoes For The Old Suit
- 1980: Robin Hood
- 1993: McKinleys 16 Hits
- 1993: McKinleys 16 Hits Vol. 2

Med Laban:
- 1982: Laban
- 1983: Laban 2
- 1984: Laban 3
- 1985: Det bedste af Laban
- 1985: Laban 4
- 1986: Caught by surprise
- 1987: Laban 5
- 1987: Roulette
- 1988: Greatest hits
- 1997: De største narrestreger
- 2009: De 36 bedste narrestreger
- 2010: Komplet & rariteter

Med Backseat:
- 1992: Wind Me Up
- 1994: Long Distance
- 1995: Hit Home
- 1996: Songs
- 1998: Shut Up and Play
- 2007: Globalization
- 2013: Seasoned & Served

Solo:
- 2001: Monogram
- 2003: Konger for en aften (med Peter Belli og Stephan Grabowski)
- 2004: Udenfor nummer men venlig stemt
- 2006: Memo – 40 års jubilæumsbox
- 2016: Min verden er venlig